# Registered Nurse

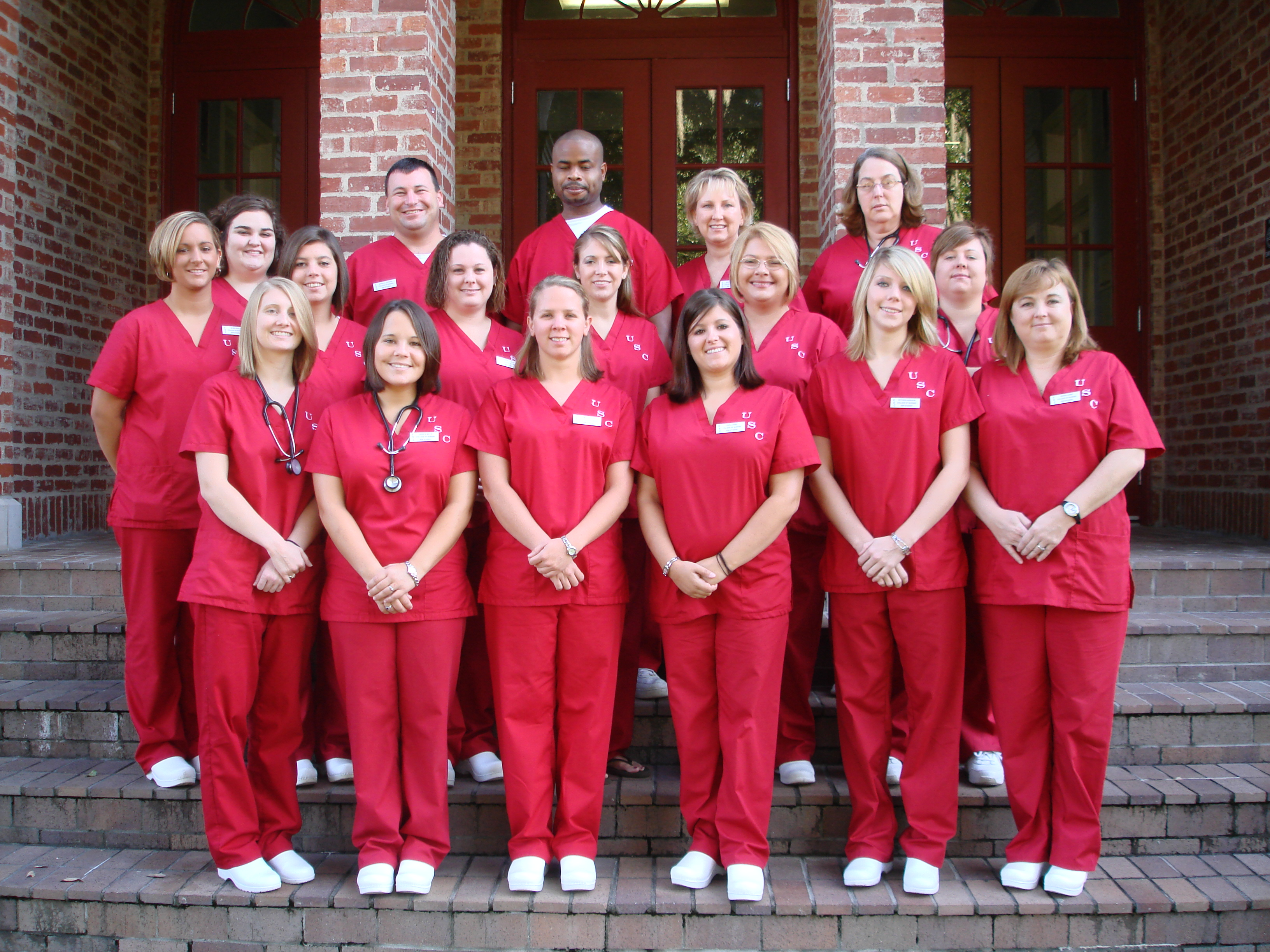
Männliche und weibliche Registered Nurses in den USA

Eine Registered Nurse (dt. registrierte Pflegekraft, ursprünglich Krankenschwester, RN) ist eine Pflegefachkraft, die eine Pflegeschule oder -studium abgeschlossen hat und der durch nationale, staatliche, lokale oder andere gesetzlich zugelassene Stellen eine befristete Berufslizenz als Pflegefachperson erteilt wurde. RNs müssen in der Regel eine Mindeststundenzahl in der Pflegepraxis und ständige Weiterbildung nachweisen, um ihre Berufslizenz und ihre Registrierung zu behalten. Außerdem wird häufig eine einwandfreie Lebensführung erwartet, entsprechend einem Führungszeugnis.
Die Möglichkeit zur Registrierung besteht bisher in Australien, China, Indien, Kanada, Malaysia und in den Vereinigten Staaten. In Deutschland ist eine freiwillige Registrierung beruflich Pflegender möglich; die Berufsausübung ist davon unabhängig.
Die Einsatzmöglichkeiten in der Pflege für RNs sind sehr breit gefächert, häufig spezialisieren sie sich zusätzlich in einem bestimmten pflegerischen Berufsfeld. Meist sind sie für die Aufsicht der geleisteten Pflege durch andere Mitarbeiter – darunter fallen auch Pflegestudenten/-schüler, lizenzierte praktische Pflegekräfte, Assistenz-/Hilfskräfte und weniger erfahrene RNs – verantwortlich.

## Geschichte

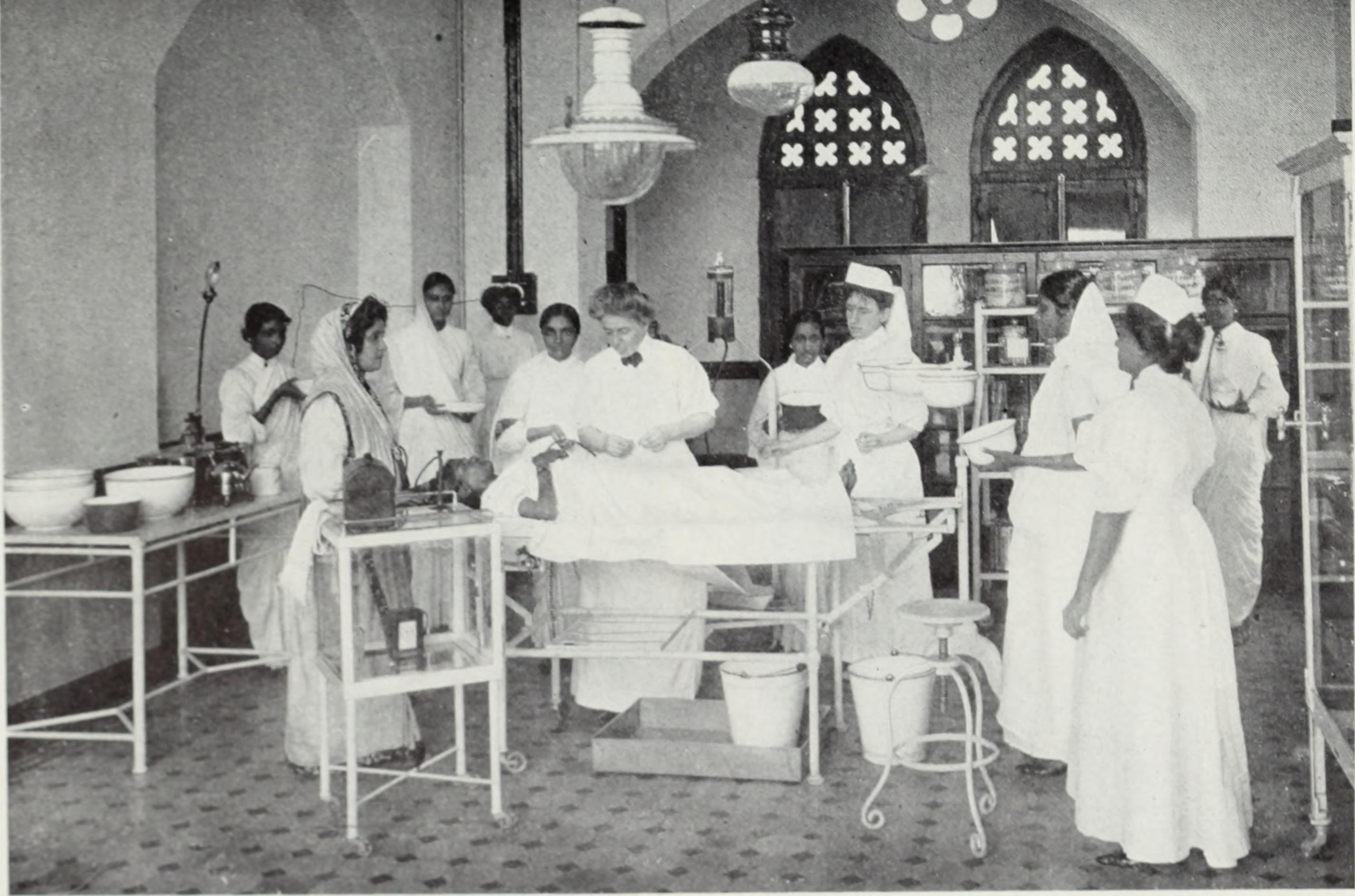
Pflegeausbildung 1912

Vor den 1870er Jahren wurden die meisten Menschen zuhause von Familienangehörigen gepflegt, denn die meisten Menschen hatten keine große Achtung vor professionell Pflegenden. Das Bild der Pflege begann sich zu ändern, als medizinische Fortschritte gegen Ende des 19. Jahrhunderts nach entsprechend besser qualifizierten Pflegekräften verlangten. Die Registrierung von Krankenschwestern durch Pflegeräte oder -ausschüsse begann im frühen 20. Jahrhundert. Neuseeland registrierte nach Erlass des Nurses Registration Act (dt. Gesetz zur Registrierung der Pflegekräfte) 1901 die erste Krankenschwester. Von den Pflegekräften wurde eine dreijährige Ausbildung verlangt, die mit einer staatlichen Prüfung abgeschlossen wurde. Die Registrierung sicherte einen gewissen Ausbildungsstand bei neuen Krankenschwestern, und der Titel Nurse wurde in der Regel gesetzlich geschützt. So war es beispielsweise ab 1905 in Kalifornien ein Vergehen, sich als RN auszugeben, wenn man keine Zertifikate oder Registrierung besaß.
Die Registration Acts erlaubten den Behörden Kontrolle darüber, wer zum Pflegeberuf zugelassen wurde. Die Voraussetzungen variierten je nach Region, jedoch war meistens die Bedingung festgeschrieben, dass die Antragstellerinnen einen „guten, moralischen Charakter“ und keine psychischen oder physischen Einschränkungen haben sollten, die die Berufsausübung verhindern könnten. Als die Pflege mehr und mehr ein international ausgeübter Beruf wurde und RNs reisten, um Arbeit, bessere Konditionen und Löhne zu bekommen, wurden in einigen Ländern standardisierte Sprachtests eingeführt, insbesondere das International English Language Testing System.

## Vorteile der Registrierung
Die Erlangung eines RN-fähigen Abschlusses hat wesentliche Vorteile, zum einen für die Pflegekraft, zum anderen für den Gepflegten. Einer der persönlichen Vorteile ist, dass RN, aufgrund des weitgehenden Wissens, das vermittelt wurde, eine sehr respektierte Position ist. Damit eine Pflegekraft als RN erfolgreich ist, muss sie ihr Wissen als Quelle nutzen, um "ihre" Abteilung zu organisieren und funktional zu erhalten. Ein weiterer Vorteil ist, dass Arbeitsstellen normalerweise immer zur Verfügung stehen; es gibt meistens nicht genügend gut ausgebildetes Pflegepersonal, um die Nachfrage zu befriedigen. Die Möglichkeiten, innerhalb des Berufsfeldes verschiedene mögliche Positionen einzunehmen, gibt dem Einzelnen die Möglichkeit, den Bereich zu finden, der ihm persönlich am meisten liegt, dazu kommen gewisse finanzielle Vorteile und Vorzüge bei der Verteilung der Schichten.
Die Vorteile, die Patienten durch ein voll besetztes und gut ausgebildetes Pflegeteam haben, bestehen darin, dass die Pflegequalität steigt und das Risiko, durch Pflegefehler oder Unachtsamkeit zu Schaden zu kommen, sinkt. Durch die bessere Ausbildung steigt auch die Lebensqualität des Patienten. Zudem hat der Patient das Gefühl, besser versorgt zu sein; durch die vermittelte Sicherheit wird einer der Stressoren bekämpft, die Patienten während eines Klinikaufenthaltes erleben.

## Registrierung in verschiedenen Ländern

### Australien

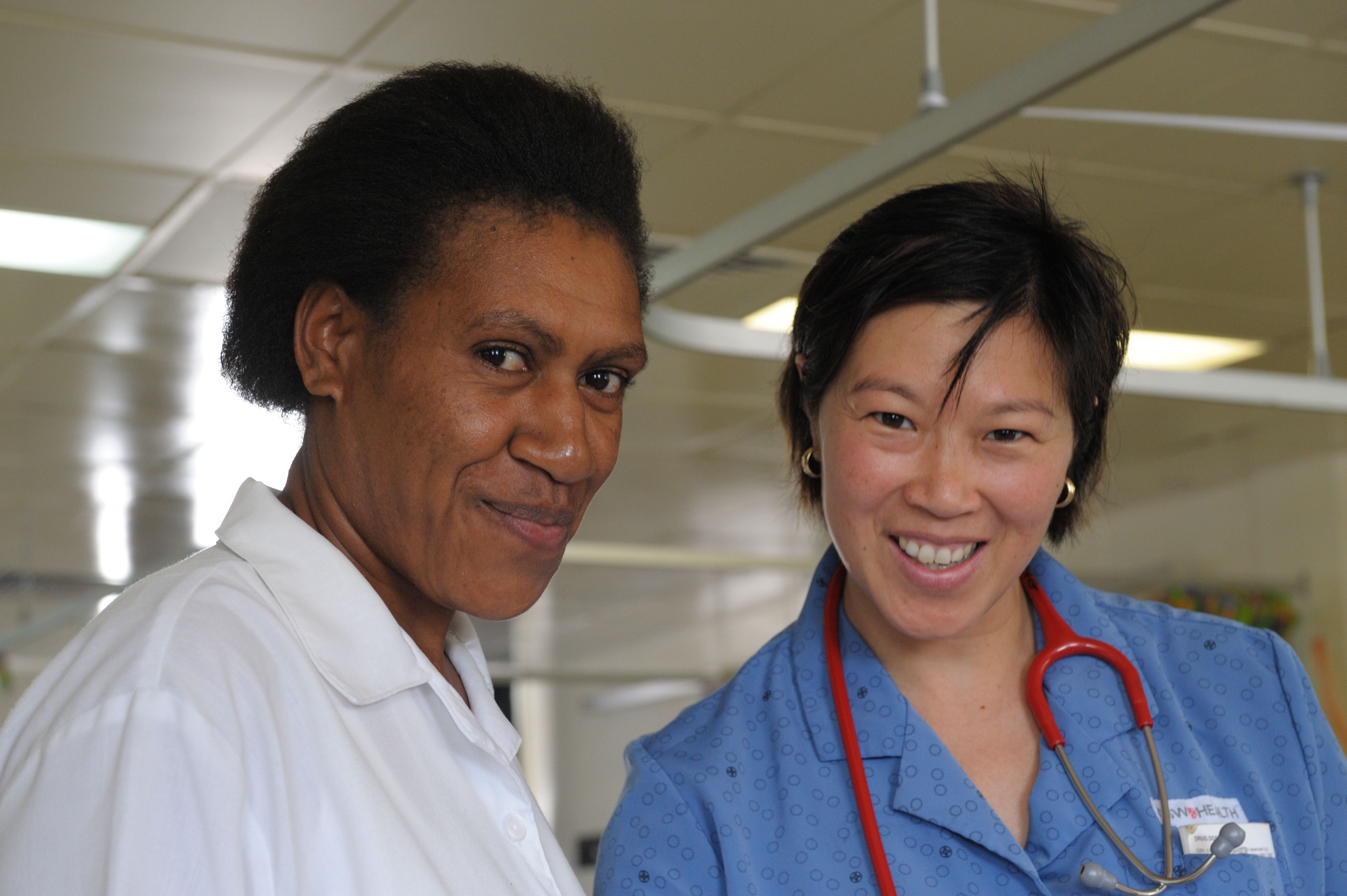
Australische RNs

Die Registrierung in Australien ist seit der Gründung des Nursing and Midwifery Board of Australia (dt. australischer Ausschuss für Pflege und Entbindungspflege, NMBA) auf nationaler Ebene, als Teil der Australian Health Practitioners Regulation Agency (dt. australische Agentur für die Regulierung der Pflegeberufe)  angesiedelt. Vor 2010 wurde die Registrierung von den einzelnen Bundesstaaten und Territorien durchgeführt.
Die Berufsbezeichnung Registered Nurse, im Bundesstaat Victoria Division 1 Nurse, wird einer Pflegekraft zugesprochen, die eine vom NMBA anerkannte Pflegeausbildung absolviert hat. Daneben gelten noch weitere Voraussetzungen, wie beispielsweise die Beherrschung der Sprache und einwandfreier Leumund Mindestens wird ein Bachelor-Abschluss vorausgesetzt, in Australien kann dieser in einem zwei- bis vierjährigen Studium erreicht werden. Die zweijährige Ausbildung wird dabei stark komprimiert, die Regel sind jedoch drei Jahre. Einige Universitäten bieten kombinierte Studien an, bei denen sowohl Bachelor als auch Master erreicht werden können, in der Regel dauert dieser Bildungsweg vier Jahre.
Sehr weit verbreitet ist das postgraduale Studium, das von Arbeitgebern wie den staatlichen Gesundheitsbehörden gefördert wird. Es gibt eine ganze Reihe verschiedener Kurse und Stipendien, die es einer Pflegekraft mit Bachelor erlauben, sich weiterzubilden und erweiterte Möglichkeiten zur Berufsausübung geben.

### Kanada
In allen kanadischen Provinzen, außer Quebec müssen Pflegekräfte zur Erstregistrierung einen Bachelor of Nursing (dt. Bachelor in Pflegewissenschaften) vorweisen. Dieser Abschluss kann entweder durch ein vierjähriges Studium oder durch ein Aufstiegsprogramm für registered or licenced practical nurses (dt. registrierte oder lizenzierte praktische Pflegekräfte, i. d. R. ohne Studium, z. B. Ausbildung). Eine Universitäten bieten komprimierte Studien für Anwärter mit bereits vorhandenem Bachelor in anderen Fächern an.
Vor 2015 musste zur erstmalige Registrierung als RN die Canadian Registered Nurse Examination (dt. Kanadische Prüfung für registrierte Pflegekräfte) bestanden werden, ab 2015 muss das sogenannte NCLEX-RN bestanden werden, dass von der Canada Nurses Association (Kanadischer Berufsverband) durchgeführt wird. In Quebec wird die Prüfung vom Ordre des infirmières et infirmiers du Québec (Berufsverband von Quebec) abgehalten, deren Registrierung innerhalb der Provinz gilt.
In British Columbia führten Kürzungen im Bildungsbereich zur Streichung der Unterstützung für ausländische Studierende während ihrer klinischen Praktika. Als Folge erlauben alle dort ansässigen öffentlichen Institutionen Ausländern keinen Zugang mehr zu den Ausbildungsprogrammen für Pflege.

### Malaysia
In Malaysia wird die Pflege durch das Ministry of Health Malaysia Nursing Division (dt. Pflegeabteilung des Gesundheitsministeriums) reguliert.

### Vereinigte Staaten von Amerika

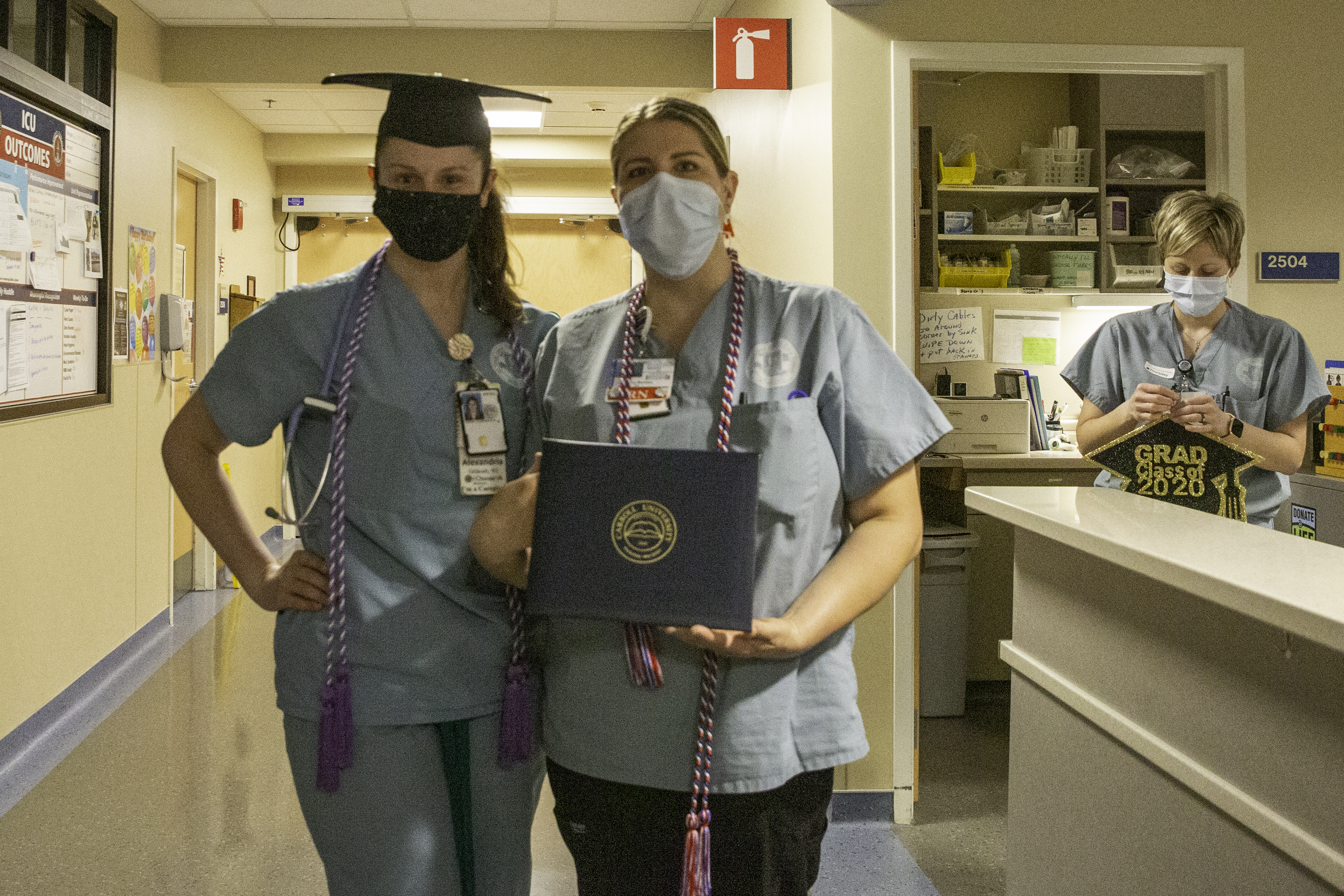
Frischgraduierte RNs in den USA

In den Vereinigten Staaten von Amerika (USA) ist eine RN ein professioneller Kliniker, mit mindestens einem associate degree in nursing (dt. Collegeabschluss in Pflege, ASN) oder einem vom Krankenhaus durchgeführten Ausbildungsprogramm mit Diplom und einer erfolgreich abgeschlossenen NCLEX-RN-Pfüfung zur Erstregistrierung. Die anderen Voraussetzungen unterscheiden sich je nach Bundesstaat.
Obwohl die Programme für die associate degrees meist zwei Jahre dauern, nimmt das ASN häufig drei Jahre in Anspruch, insbesondere aufgrund der relativ umfangreichen Theorie, die vermittelt werden muss. Der Bachelor-Abschluss erfordert zusätzliche praktische Stunden sowie erweiterte Kenntnis in Leitungsfunktionen und öffentlicher Gesundheit; er kann als Erweiterung des ASN oder als grundständiges Studium erlangt werden. Einige Arbeitgeber, insbesondere Krankenhäuser, verlangen bereits für Einstiegspositionen den Bachelor, jedoch wird es zunehmend üblich, Anwärter mit ASN einzustellen und diese zu verpflichten, innerhalb einer bestimmten Zeit den Bachelor abzulegen.
Zusatzqualifikationen werden durch Organisationen wie das American Nurses Credentialing Center (dt. Zertifizierungszentrum amerikanischer Pflegekräfte), eine Tochtergesellschaft der American Nurses Association (Berufsverband amerikanischer Pflegekräfte), erteilt.
RNs können in vielen verschiedenen Umgebungen arbeiten, beispielsweise in Krankenhäusern, Arztpraxen, Pflegeheimen und in der ambulanten Pflege. Das Durchschnittseinkommen einer RN mit Bachelor betrug 2016 rund 68 500 $ jährlich. In einigen Bundesstaaten ist es RNs mit höheren akademischen Abschlüssen, wie Master oder Doktor, erlaubt, mit weitgehenderer Autonomie zu arbeiten und in begrenztem Umfang ärztliche Tätigkeiten auszuüben und Medikamente ohne die Aufsicht eines Physician Assistant (dt. ärztlicher Assistent) oder eines Arztes zu verschreiben. Trotzdem sind einige der akademischen Fortbildungen auf eine Tätigkeit im Krankenhaus ausgerichtet, beispielsweise der Nurse Anesthetist (dt. Fachkraft für Anästhesie). Diese Pflegekräfte arbeiten naturgemäß selten in einer eigenen Praxis.
Pflegekräfte in den USA unterliegen dem Nurse Practice Act (dt. Pflegegesetz), das die öffentliche Gesundheit sichern soll, in dem geregelt wird, welche Praktiken in der Pflege als sicher gelten. Jeder Bundesstaat und jedes Territorium hat eigene Pflegegesetze, die sich unterscheiden können. Von daher ist es für die Pflegekräfte von entscheidender Bedeutung, die Gesetze in ihrer Region zu kennen.

### Indien
In Indien wird die Pflege durch das Indian Nursing Council (dt. Indisches Pflegekonzil) reguliert.

### Deutschland
2003 entstanden Initiativen zur Freiwilligen Registrierung beruflich Pflegender in Neuwied und Potsdam. 2006 übernahm der Deutsche Pflegerat e. V. (DPR) die Trägerschaft und die bundesweite Registrierung. 
2008 wurde die RbP – Registrierung beruflich Pflegender GmbH mit dem DPR als Hauptgesellschafter gegründet. Seit 2009 befindet sich die Geschäftsstelle in Berlin. Die Registrierung ist kostenpflichtig.
Registrieren lassen können sich 
- Altenpfleger
- Kinderkrankenschwestern/Kinderkrankenpfleger
- Gesundheits- und Kinderkrankenpfleger
- Krankenschwestern/Krankenpfleger
- Gesundheits- und Krankenpfleger.

Registrierte Pflegefachpersonen müssen innerhalb von zwei Jahren mindestens 40 Fortbildungspunkte sammeln, damit die Registrierung für weitere zwei Jahre bestehen bleibt. Die Punkte können beispielsweise bei pflegerischen und medizinischen Fort- und Weiterbildungsveranstaltungen sowie bei Tagungen, Workshops, Kongressen und den Bezug von Fachzeitschriften erworben werden.

## Statistik und Wirtschaft
2011 gab es in China 2,24 Millionen RNs, in den USA waren es 2016 geschätzte 2,75 Millionen RNs, während Kanada zur gleichen Zeit etwa 250000 RNs hatte. Für die USA und Kanada bedeutet das, dass etwa acht registrierte Pflegekräfte auf 1000 Einwohner kommen. Nach den Arbeitsmarktstatistiken in den USA wird diese Gruppe etwa um 15 Prozent bis 2026 steigen, ein wesentlich höherer Anstieg als in anderen Berufen.
Die RNs in Kalifornien werden in den USA am besten bezahlt; die Metropolregionen in Kalifornien stellen oft die fünf bestbezahlenden Arbeitgeber für RNs in den USA. Das mittlere Einkommen der RNs ist 69.500 $ jährlich (Mai 2015), die niedrigsten 10 Prozent verdienten weniger als 46.360 $ jährlich, die bestbezahlten 10 Prozent bekamen mehr als 101.360 $ im Jahr.